# Verebics Ágnes
Verebics Ágnes (Enying, 1982. június 2. –) festő, képzőművész, Verebics Katalin festőnő húga.

## Életpályája
A székesfehérvári Tóparti Gimnázium és Művészeti Szakközépiskolában érettségizett (2000). Felsőfokú tanulmányokat a Magyar Képzőművészeti Egyetemen folytatott (2000–2006), ahol Tölg-Molnár Zoltán volt a mestere. 2004-ben kijutott a Marseille-i Képzőművészeti főiskolára (Ecole Superieur Des Beaux Arts).
Már pályája kezdetén komoly sikereket ért el. Elnyerte a rangos kortárs elismeréseknek számító Amadeus-díjat, és a Strabag-díj pályázatán is első helyezést ért el 2007-ben. Munkáira az expresszív töltetű realisztikus ábrázolás jellemző, amely laza ecsetkezeléssel párosul. Beállításai szokatlanok, amelyekre a furcsa elvágások és az apró részletek felnagyítása jellemző. Tematikusan az önreflexió áll munkái középpontjában. Emberközpontú művészete a belső személyiség titkait, a feszült helyzeteket és az extrém életérzéseket tárja fel.
Másképp: már pályája kezdetén érdekelték a "dolgok", az apró-nagyobb tárgyak és lények, amelyek a világ játszóterén sokszor groteszk vagy megejtő formákba rendeződtek, olyan hangulatokat és érzéseket ébresztve benne, amelyeket örökre a szívébe zárt. Aztán onnan kicsomagolt, ízekre szedett és új formákba rendezett. Ez az érdeklődés azóta különféle ágakban művészetté vált - különösen képzőművészként ismerik többen.
Az apró dolgok iránti vonzalmának talán legkiemelkedőbb tárgyi példája 2006-os diplomamunkája Az Üveg, e munka 400 db 50x50 mm-es, 3 rétegű síküveg mozaikdarabból áll, amelynek rétegei közé különféle anyagokat, print-darabokat applikált, illetve más technikákkal dolgozott meg. Egy évig dolgozott rajta, a végső állapotában 100x100 cm-es lett, ez a kompozitanyagokból készült alkotás egyben jól illusztrálja Verebics Ágnes talán legfontosabb témáját is, saját magát. Számtalan formában és megoldással, fáradhatatlanul dolgozza fel önmagát, kínozza és ingerli agyát önmaga megtestesüléseinek lenyomataival. Legtöbb munkájában felhasználja a fotót, akár az olajjal festett arc- és test-képeit, akár transzparens anyagokból összeállított dobozait, kollázsait, akár koncentráltan megkomponált fényképeinek plakátméretű digitális nyomatait vesszük szemügyre. Szokták még a 'festő' megnevezést is használni vele kapcsolatban, mint fent említettük, legtöbben festőként ismerik, alapképzettsége is festő.
Az egyetem befejezése után elindult a mozgókép, a hangdesign - egyszóval a multimédia irányába is. Több performance-ban is részt vállalt, de a festészettel sem hagyott fel, az egészen kis méretű táblaképektől a méterszer méteres vásznakat is meghaladó mérettartományban fest.
Ő mondta néhány alkalommal: „túl aranyos macskínó.”

## Kiállításai (válogatás)

### Egyéni

#### 2018
- Extended Body - Testkiterjesztés, Resident Art Budapest

#### 2011
- PRESTIGITATION Ateliers Pro Arts / A.P.A. Galéria, Budapest

#### 2010
- Nyolc és fél póz - Mono Galéria, Budapest
- Közös nevező - Verebics Ágnes és Péterfy Ábel kiállítása Veszprémi Művészetek Háza Csikász Galériája, Veszprém

#### 2009
- Önkioldó - Trigger Expander Lux Galéria, Budapest
- „Szőröstül-Bőröstül” MissionArt Galéria/1, Budapest
- INK-BODY-SAP Erlin Galéria, Budapest

#### 2008
- „Konzervált” - OctogonArt, Budapest
- „Plastic” - Chinese Characters (Énzsöly Kingával) Budapest
- „H26” - Mű-vész Pince /Lengyel Intézet/, Budapest (Bánki Ákossal)

#### 2007
- Mono Galéria, Budapest
- „Horror” - Gallery by night, FKSE, Budapest - (Péterfy Ábellel)
- „hatvagyhét” - Boulevard és Brezsnyev Galéria, Budapest - (Verebics Katival)
- „DUALITY” - Bartók 32 Galéria, Budapest - Bánki Ákossal

#### 2006
- Művészetek Háza, Miskolc
- „Rétegződés” - Sparks Galéria, Budapest
- Magyar Telekom Galéria, Budapest - (Rabóczky Judittal)

#### 2005
- Retorta Galéria, Budapest - Gábriel Ajnával

#### 2004
- „ARCOK” - Parthenon-Fríz terem, MKE, Budapest
- Mamü Galéria, Budapest - Péterfy Ábellel

#### 2003
- Újlipótvárosi Klub Galéria, Budapest - Verebics Katival

### Csoportos

#### 2011
- Dobozművek – tematikus tárlat Pelikán Galéria, Székesfehérvár (Kiállító művészek: Bogdándy Zoltán Szultán, Dér Adrienn, Dobó Krisztina, Duliskovich Bazil, Haraszti Zsolt, Hegedűs 2 László, Jónás Attila, Koppány Attila, Kováts Albert, Martus Éva, Nagy István, Pinke Miklós, Prutkay Péter, Revák István, Revák Katalin, Sebestyén Zoltán, Szemadám György, Szentes Ottokár, Szűts Angéla, Ujházi Péter, Verebics Ágnes, Zoltán Sándor).
- 12+1 - Barabás Zsófi, Csurka Eszter, Drozdik Orsolya, Göbölyös Luca, Kórodi Luca, Magyarósi Éva, Pittmann Zsófi, Reigl Judit, Soós Nóra, Szilágyi Lenke, Tóth Angelika, Verebics Ágnes kiállítása Symbol Art Galéria, Budapest

#### 2010
- IV. Boulevard&Brezsnyev csoportos kiállítás és pique-nique, Holdudvar Galéria, Margitsziget - Casinó
- TEST ♀ LÉLEK MissionArt Galéria, Miskolc (Kiállító művészek: Chilf Mária, Czidor Ágnes, Germán Fatime, Horvát Helén Sára, Rutkai Bori, Verebics Ágnes, Verebics Katalin.

#### 2009
- FIAT LUX 2009 Erlin Galéria, Budapest

#### 2008
- Lenmechanika - Ernst Múzeum Budapest
- Űrkollázs, Művészetmalom, Szentendre
- Re Friss- Kogart, Bp.
- „Art Now Fair” - Budapest Art Factory, New York
- „Álomszámla”, Kisfaludy Galéria, Balatonfüred
- Magyar Intézet - OctogonArt, Párizs
- „Nem Kötelező”, FKSE, Budapest

#### 2007
- „Metro4: Palánk”, Budapest, Rákóczi tér
- Strabag Festészeti Díj, Ludwig Múzeum, Budapest

#### 2006
- „Pop, tárgyak, stb.”, Írókéz Gyűjtemény, Szombathely
- „Műterem”, MűvészetMalom, Szentendre
- „Teleportation”, Karlhospital, Kassel
- „A független festmény”, Virág Judit Kortárs Galéria, Budapest
- „Pop, tárgyak, satöbbi”, acb Galéria, Budapest
- „Torn Curtain Art”, Lincoln Theatre, Miami USA
- „Friss Európa”, Magyar Nagykövetség, Brüsszel
- Boulevard és Brezsnyev Galéria, Budapest
- „Friss Európa”, Kogart Budapest
- Erlin Galéria, Budapest
- Installáció Fesztivál, Szentendre
- Wolskbank Galéria, Székesfehérvár

#### 2005
- „Essl Award Exibithion”, Essl Gyűjtemény, Klosteneuburg, Austria
- „Essl Award Exibithion”, Iparművészeti Múzeum, Budapest
- „Plug”, - MissionArt, Műcsarnok, Budapest
- Erlin Galéria, FMK Műv. telep, Budapest
- „Festészet Napja”, MaMü Galéria, Budapest
- „NEOFOTON”, MűvészetMalom, Szentendre

#### 2004
- „Méreten aluli”, Várfok Galéria, Budapest
- „Energia és Ellenérték”, MűvészetMalom, Szentendre

#### 2003
- MEO Art Fair, Budapest
- „Amadeus”, Barcsay Terem, MKE, Budapest
- Festetics Kastély, Dég